# Castrol Honda Superbike Racing
Castrol Honda Superbike Racing è un videogioco di motociclismo, incentrato sulla Superbike. È stato sviluppato da Sony Interactive Entertainment per PlayStation.
Nel gioco è possibile guidare l'Honda RVF-RC45 in 14 circuiti mondiali realmente esistenti.

## Accoglienza
| Testata                            | Giudizio |
| ---------------------------------- | -------- |
| GameRankings (media al 9-12-2019)  | 53,55%   |
| AllGame                            | 1,5/5    |
| Electronic Gaming Monthly          | 4,625/10 |
| Famitsū                            | 26/40    |
| Game Informer                      | 6,25/10  |
| GameFan                            | 64%      |
| GamePro                            | 3/5      |
| GameRevolution                     | D+       |
| GameSpot                           | 3,8/10   |
| IGN                                | 4/10     |
| Next Generation                    | 2/5      |
| Official U.S. PlayStation Magazine | 2/5      |

Il gioco ha ricevuto recensioni contrastanti. John Lee di NextGen ha detto del gioco: "Potresti imparare qualcosa sulle corse motociclistiche, ma dopo aver sfrecciato sulla stessa pista una dozzina di volte, è semplicemente noioso". In Giappone, dove il gioco è stato pubblicato da Success come parte della serie SuperLite 1500 il 27 aprile 2000, Famitsū gli ha assegnato un punteggio di 26 su 40.
Il gioco è stato recensito dalla rivista tedesca per console MAN! AC e ha ricevuto una valutazione del 58%. La recensione ha considerato il gioco un "gioco di corse mediocre con molte piste ma immagini semplici e poco realismo nei comandi".